# Прогрес (Конотопський район)
Прогре́с —  село в Україні, у Кролевецькій міській громаді Конотопського району Сумської області. Населення становить 15 осіб. До 2020 орган місцевого самоврядування — Бистрицька сільська рада.

## Географія
Село Прогрес знаходиться на правому березі річки Бистра, вище за течією на відстані 2,5 км розташоване село Ярове, нижче за течією на відстані 1,5 км розташоване село Бистрик. На річці велика загата. Біля села багато штучних водойм. Колись зариблювались колгоспом ім. Шевченка, нині в оренді.

## Історія
12 червня 2020 року, відповідно до розпорядження Кабінету Міністрів України № 723-р «Про визначення адміністративних центрів та затвердження територій територіальних громад Сумської області», село увійшло до складу Кролевецької міської громади.
19 липня 2020 року, в результаті адміністративно-територіальної реформи та ліквідації Кролевецького району, увійшло до складу новоутвореного Конотопського району.

## Символіка
На гербі представлені дві рибини по боках від граблів під короною. Символіка означає коронні міста для риболовлі та сіножаті. Синій колір означає ставки повні риби, жовтий - золоті сінокоси. Центральний і боковий елементи корони у формі хрестів - згадка про Монастирище (місцевість між хутором Прогрес і селом Ярове. Першими поселенцями на цій землі були монахи Новгород-Сіверського монастиря. Вони обробляли тут землю, а також обслуговували, наведену ними переправу через річку Бистриця. Тут вони заснували своє поселення – «монастир». Нині від нього не залишилось навіть слідів, але місцевість продовжує так називається).